# Óc Eo
Óc Eo (en khmer : អូរកែវ, Or Kaev , « rigole de cristal ») est le nom donné par l'archéologue français Louis Malleret à une ville découverte dans les années 1940 dans le sud de la province vietnamienne d’An Giang. Située un peu au sud du delta du Mékong, elle aurait été la ville portuaire la plus importante du royaume du Fou-nan et aurait existé entre le Ier et le VIIe siècle.
Oc Eo aurait été reliée par un canal à la ville d’Angkor Borei (en), située 90 kilomètres plus au nord (actuellement dans la province de Takeo au Cambodge sur la frontière avec le Viet Nam), qui était vraisemblablement la capitale du Fou-nan. Parmi les causes les plus importantes du développement d’Oc Eo figure sa situation sur les routes commerciales maritimes entre la péninsule Malaise et l’Inde d’une part, et entre le Mékong et la Chine d’autre part. Pendant la période florissante d’Oc Eo et du Fou-nan, les bateaux de la région ne pouvaient pas couvrir de longues distances et devaient suivre la côte. Oc Eo était de ce fait une étape stratégique.

## Fouilles
La ville fut découverte, de même que nombre de villes et canaux anciens, sur des photos aériennes du Sud-Vietnam prises par les Français dans les années 1920. L’un des canaux traversait la muraille d’une très grande ville. Malleret put retrouver ces structures sur le sol et commença ses fouilles à cet endroit le 10 février 1944. Malleret découvrit beaucoup d’artefacts et de fondations de bâtiments, qui témoignent de l’existence d’une importante place commerciale à la période décrite par les historiens chinois au sujet du Fou-nan. La localité aurait couvert environ 450 hectares. 
Les canaux qui se détachaient du canal principal délimitaient des rectangles dans la ville. À l’intérieur de ces rectangles, on a trouvé des restes de fabrication de bijoux, entre autres des restes des « moules » où le métal était fondu ainsi que des bijoux eux-mêmes. On a trouvé aussi des ateliers d’autres industries. Malleret constata également qu’il y avait deux phases de vestiges culturels. Le niveau élevé de l’eau a aussi conservé les fondations en bois des maisons et l’on a retrouvé des fondations en briques de grands bâtiments. Les briques étaient décorées de lions, cobras, licornes et autres animaux. 

### Commerce
Beaucoup des pierres précieuses, pierres semi-précieuses, métaux et autres biens commerciaux ne provenaient pas de la région elle-même et témoignent d’un commerce florissant dans la ville. 

### Monnayage

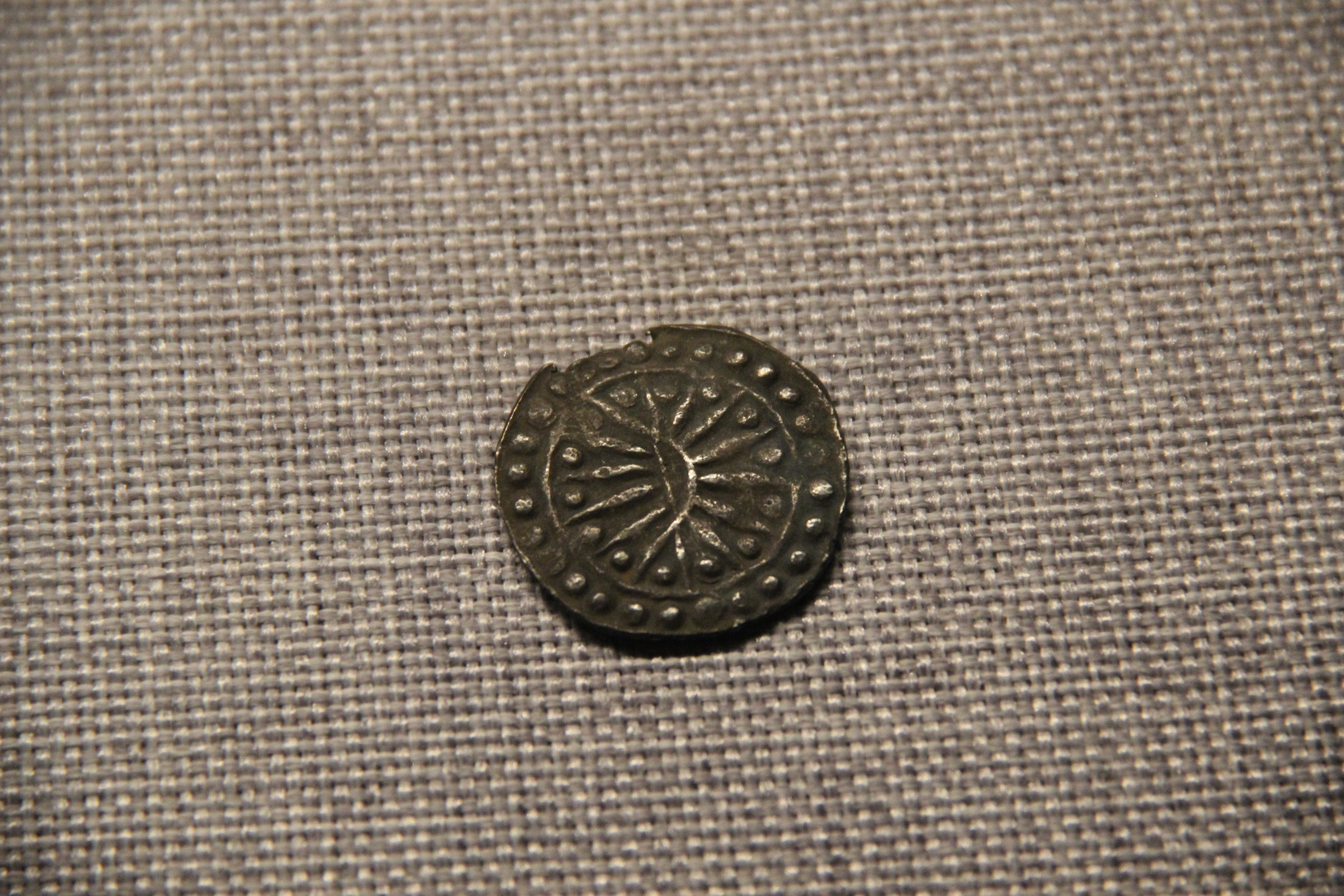
Monnaie en bronze type Soleil levant (avers).

Ont été trouvées entre autres des monnaies romaines ou leurs copies. Entre autres, une monnaie à l’effigie d’Antonin le Pieux qui fut transformée en pendentif et une copie d’une monnaie de Marc Aurèle laissée en blanc sur une face.
Des monnaies de type au Soleil levant frappées entre le Ve et le VIe siècle, en bronze et en or, y circulaient : elles sont rattachées à la culture du Fou-nan.

## Nom
Le nom Oc Eo était à l’origine celui d’une structure rectangulaire de la région mais fut donné ultérieurement par Malleret à l’ensemble du site. En sanskrit, le nom de Oc Éo et Angkor Borei était Kirtinagara (la ville de la gloire).  

## Déclin
Dans le courant des VIe et VIIe siècles, les bateaux de commerce pouvaient couvrir de plus grandes distances et n’avaient plus besoin de s’arrêter partout et de suivre la côte. De ce fait, l’importance d’Oc Eo diminua car la région avait peu de biens commerciaux à proposer. L’ascension du Chenla et l’effondrement du commerce du Mékong qui en résulta signa la fin de la ville.

## Galerie

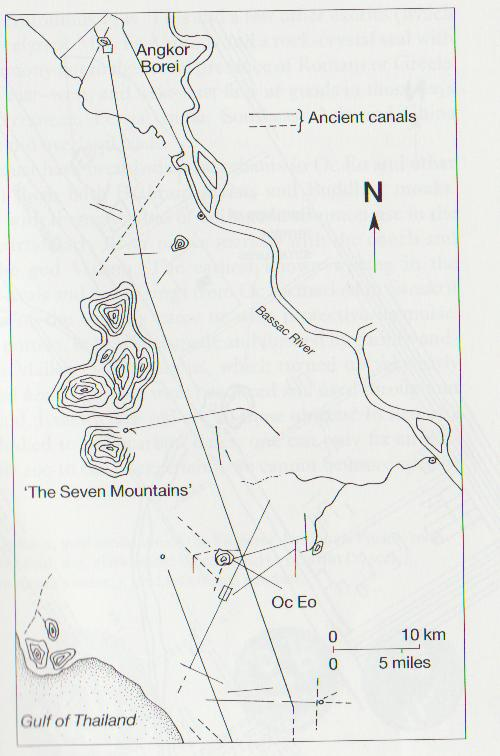
Canal entre Oc Eo et Angkor Borei (en)
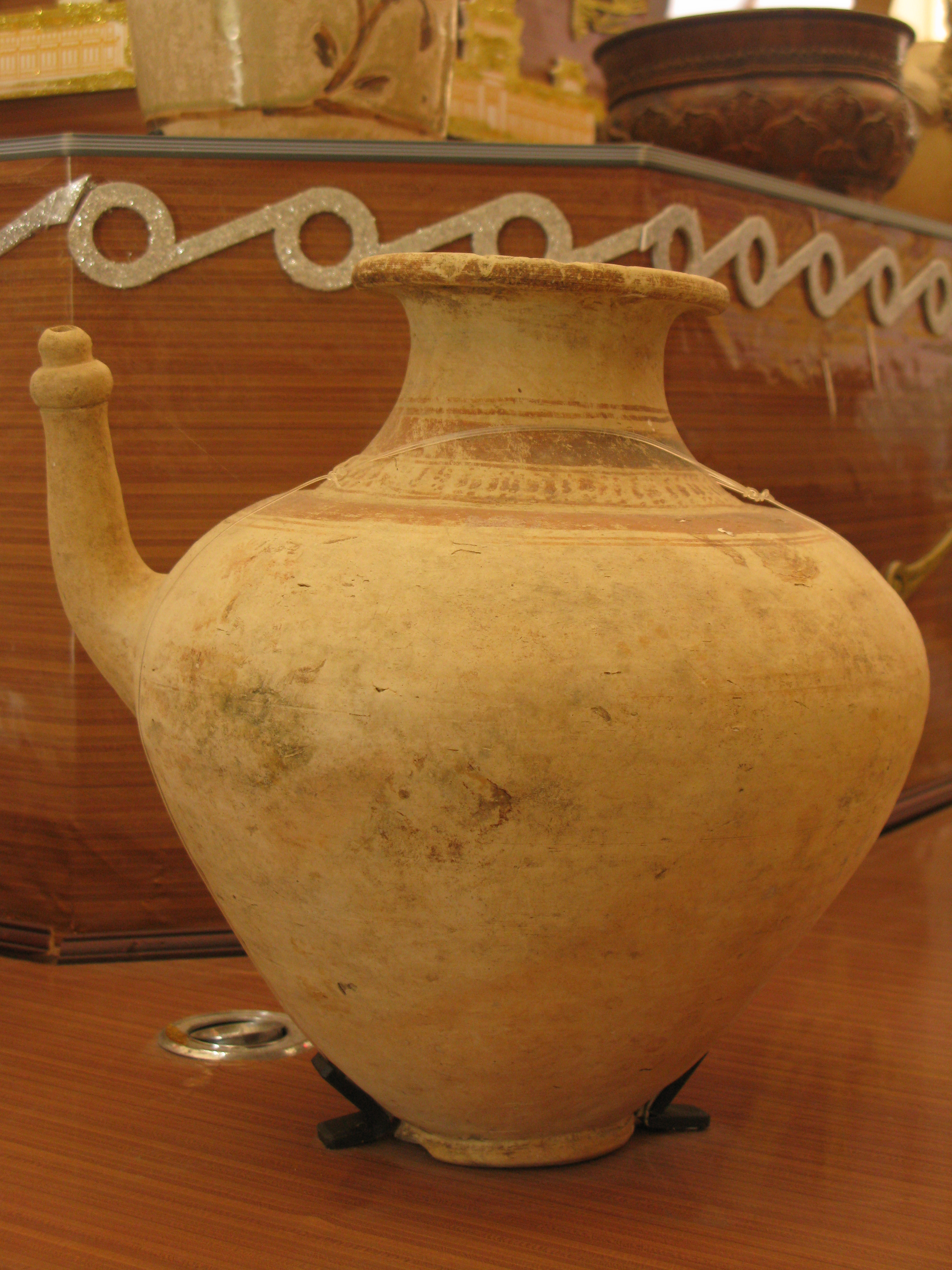
Terre-cuite d'Oc Eo
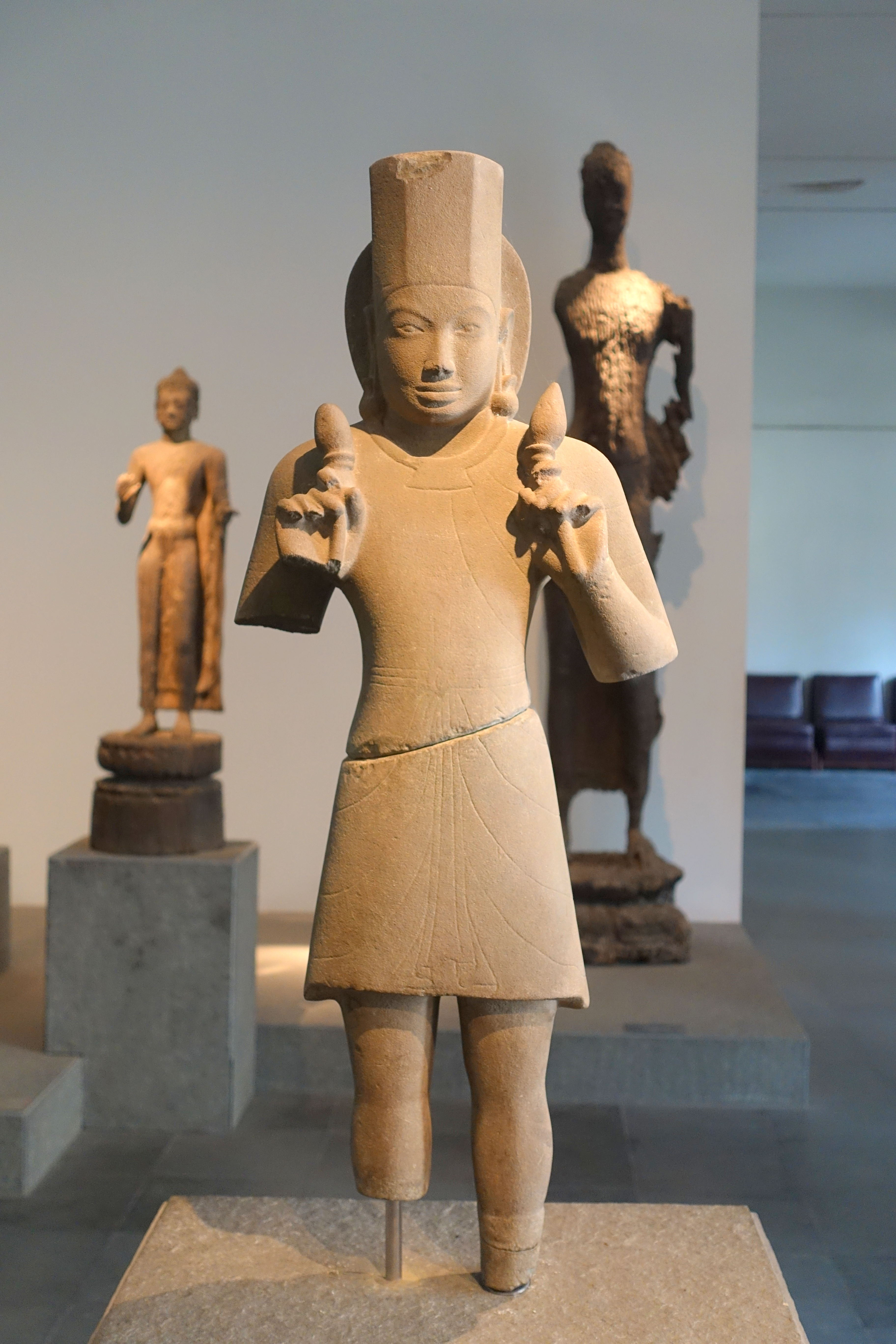
Surya (dieu-soleil)
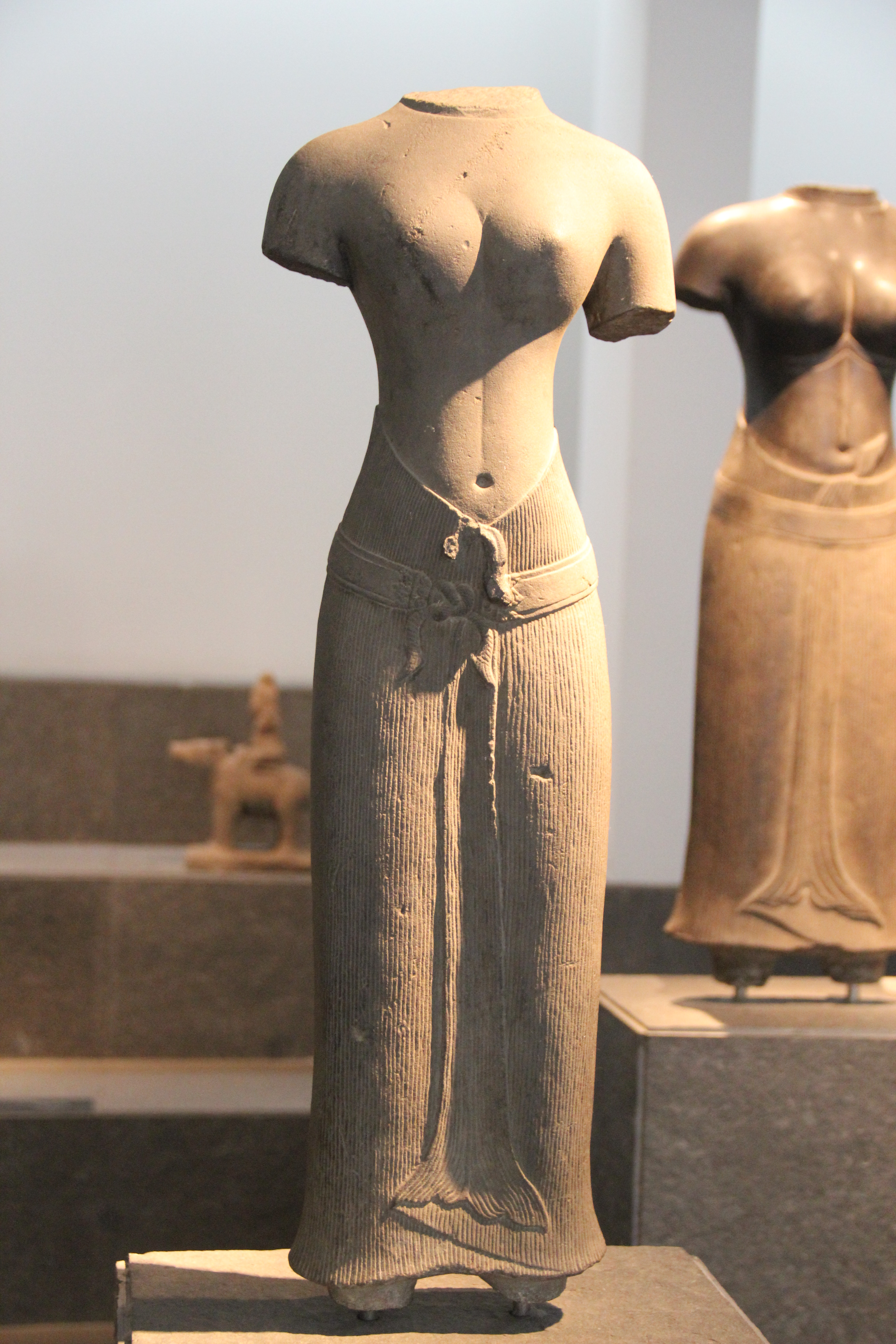
Divinité féminine
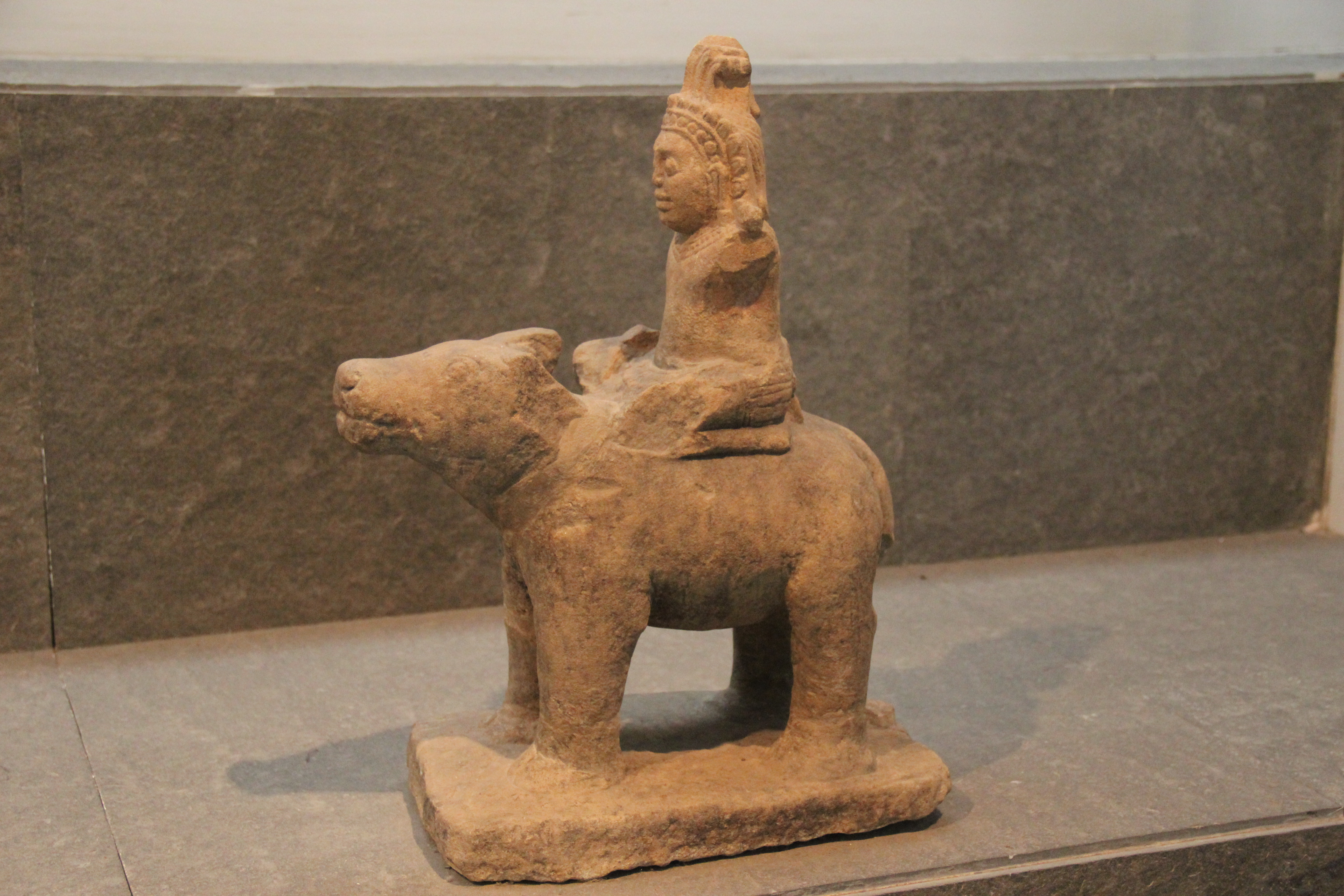
Divinité sur support animal
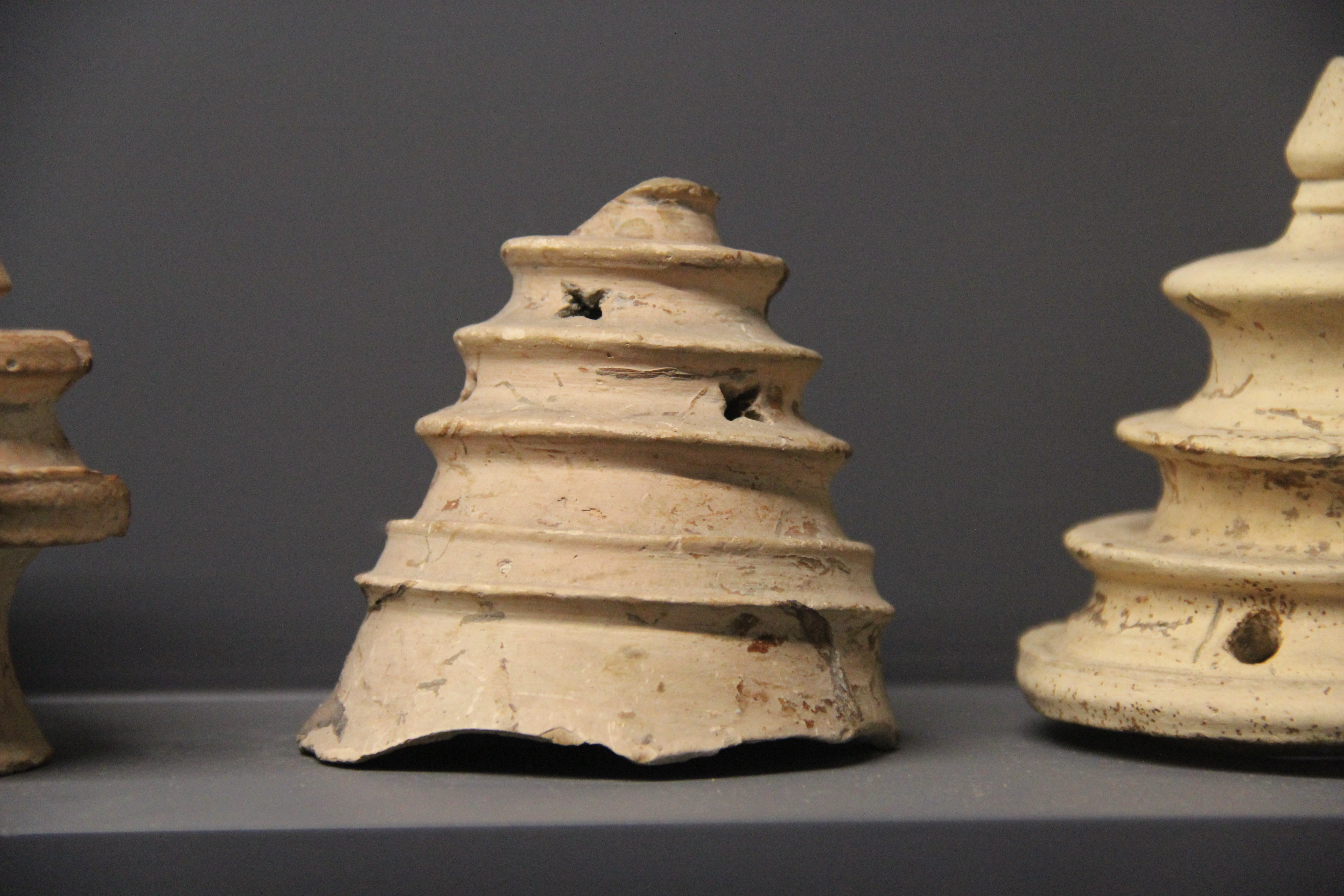
Terre cuite
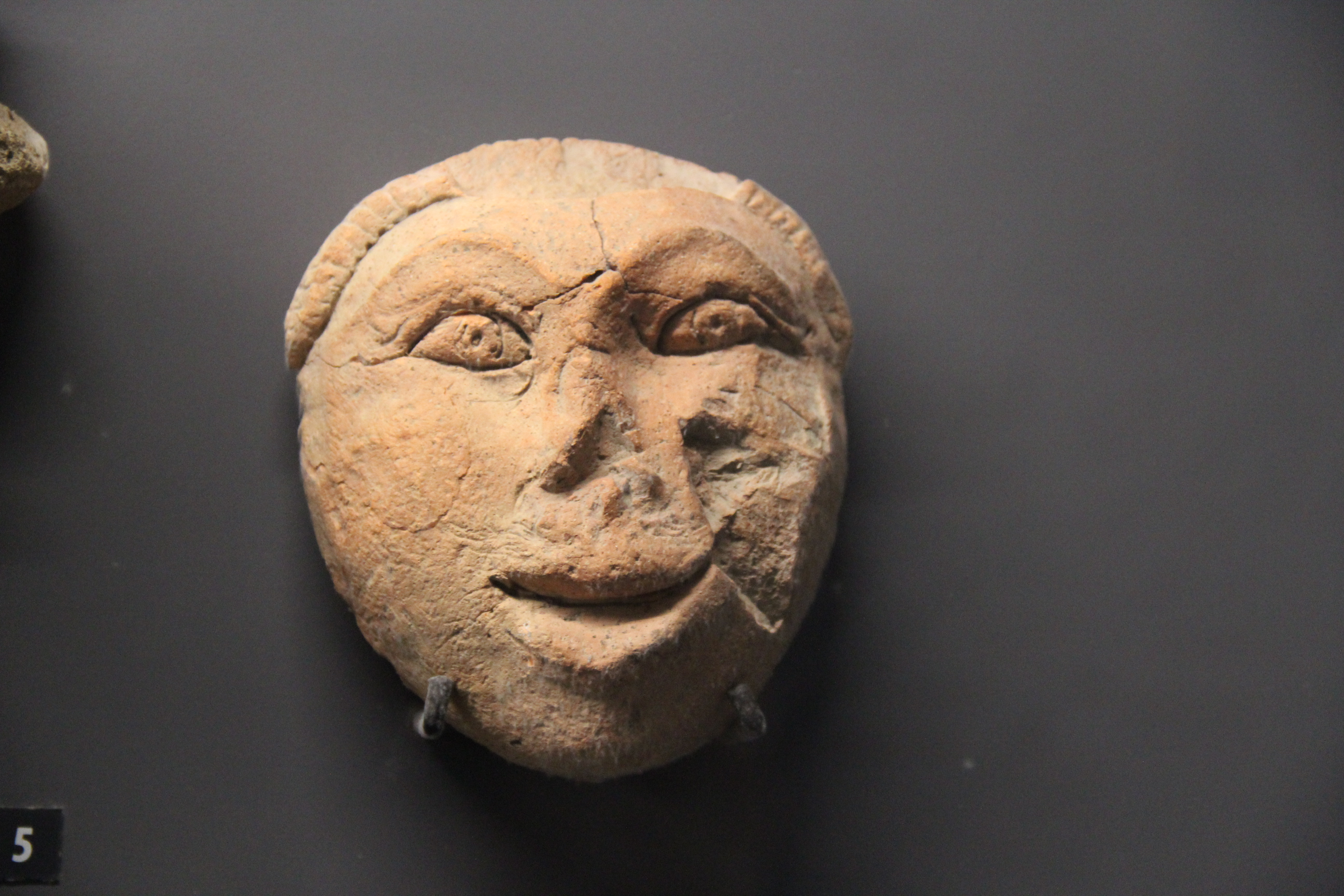
Tête
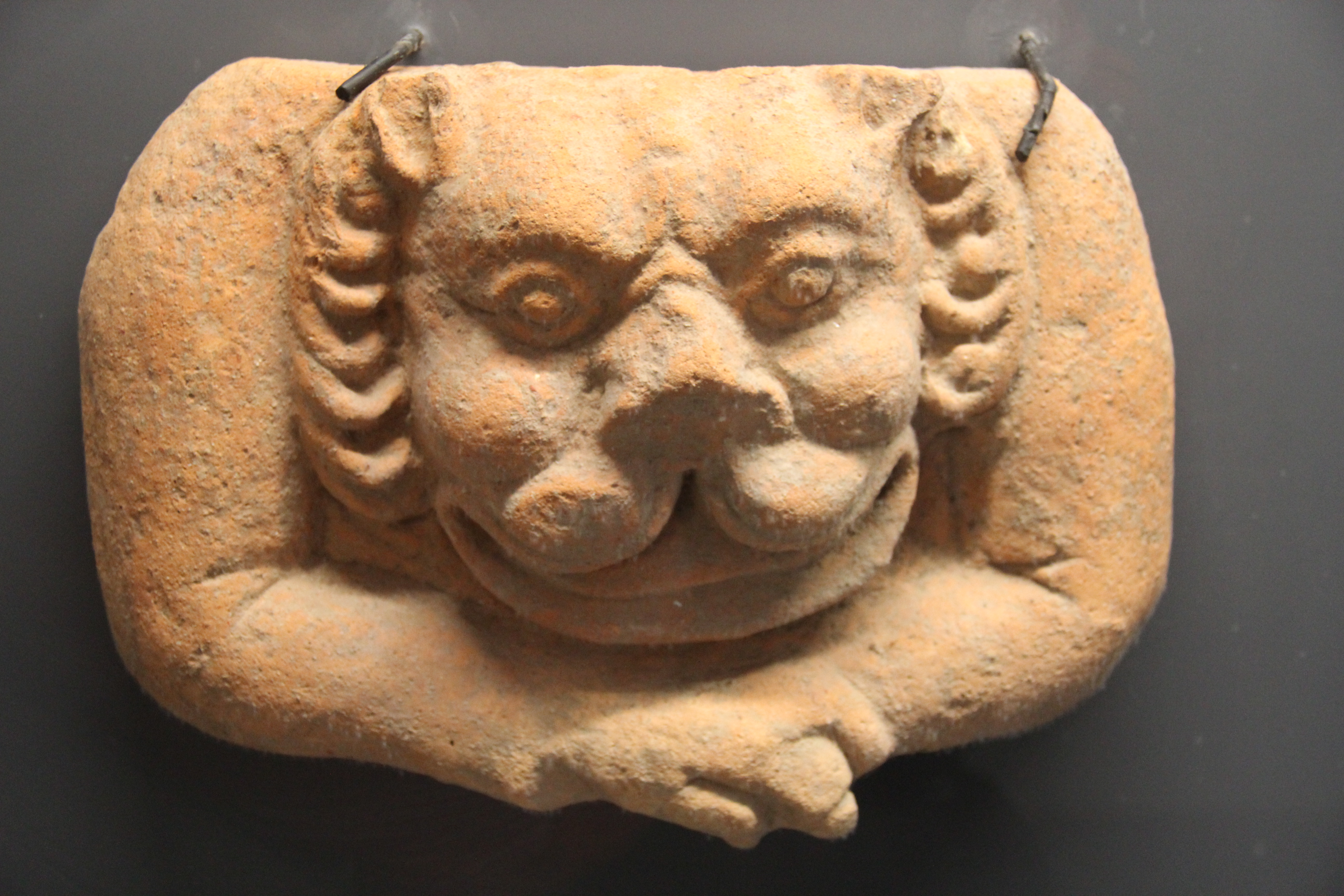
Tête de lion
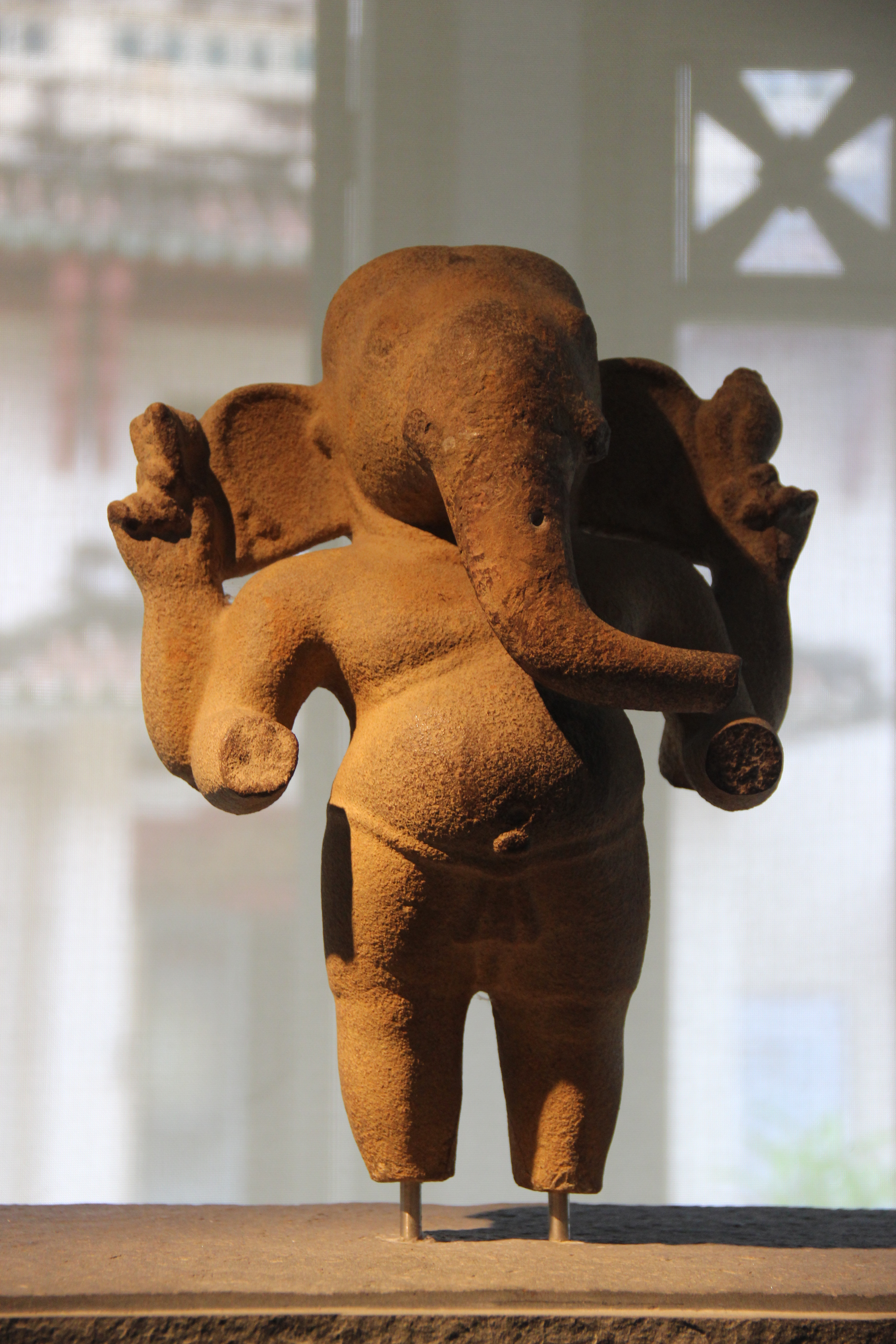
Ganesh
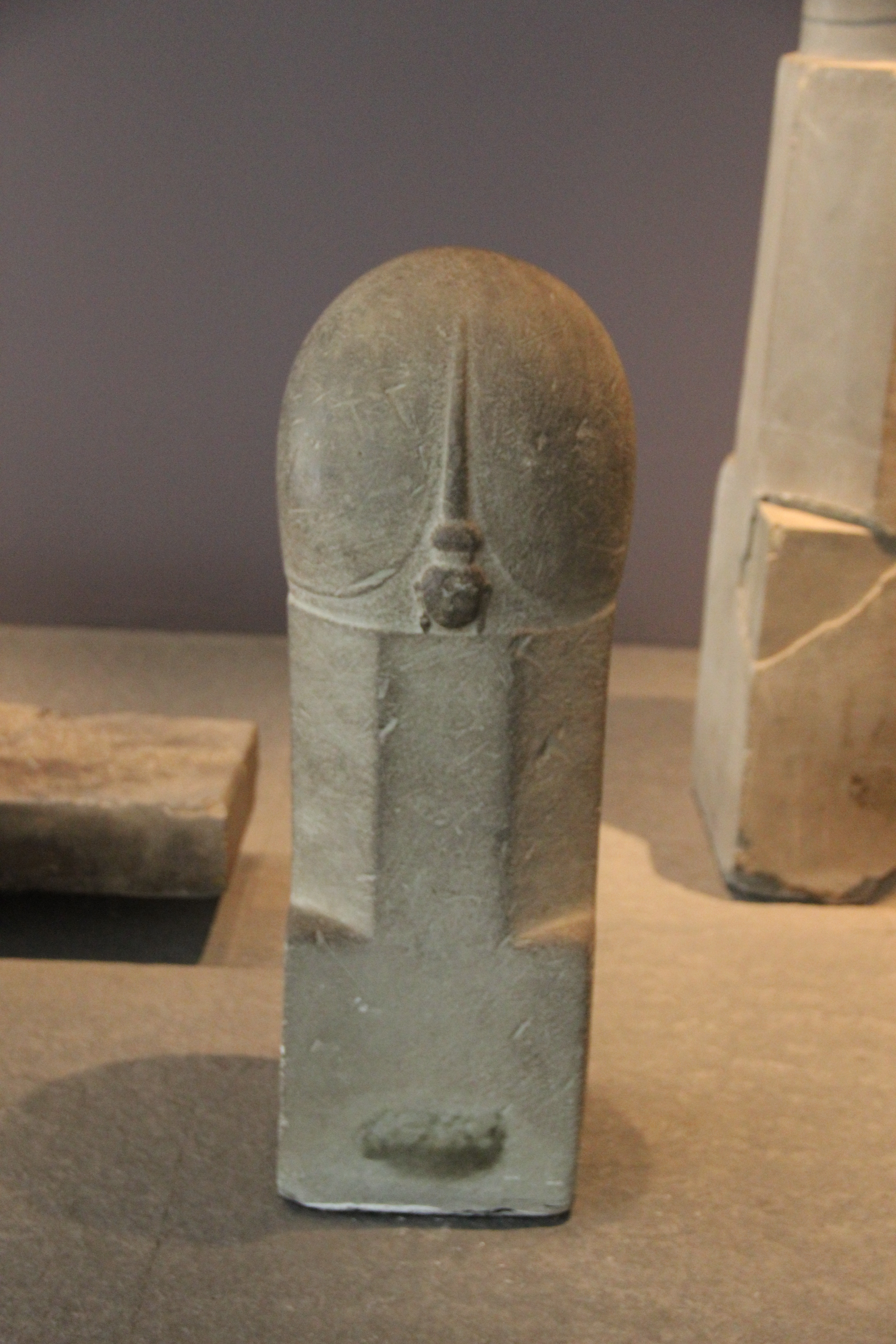
Lingam
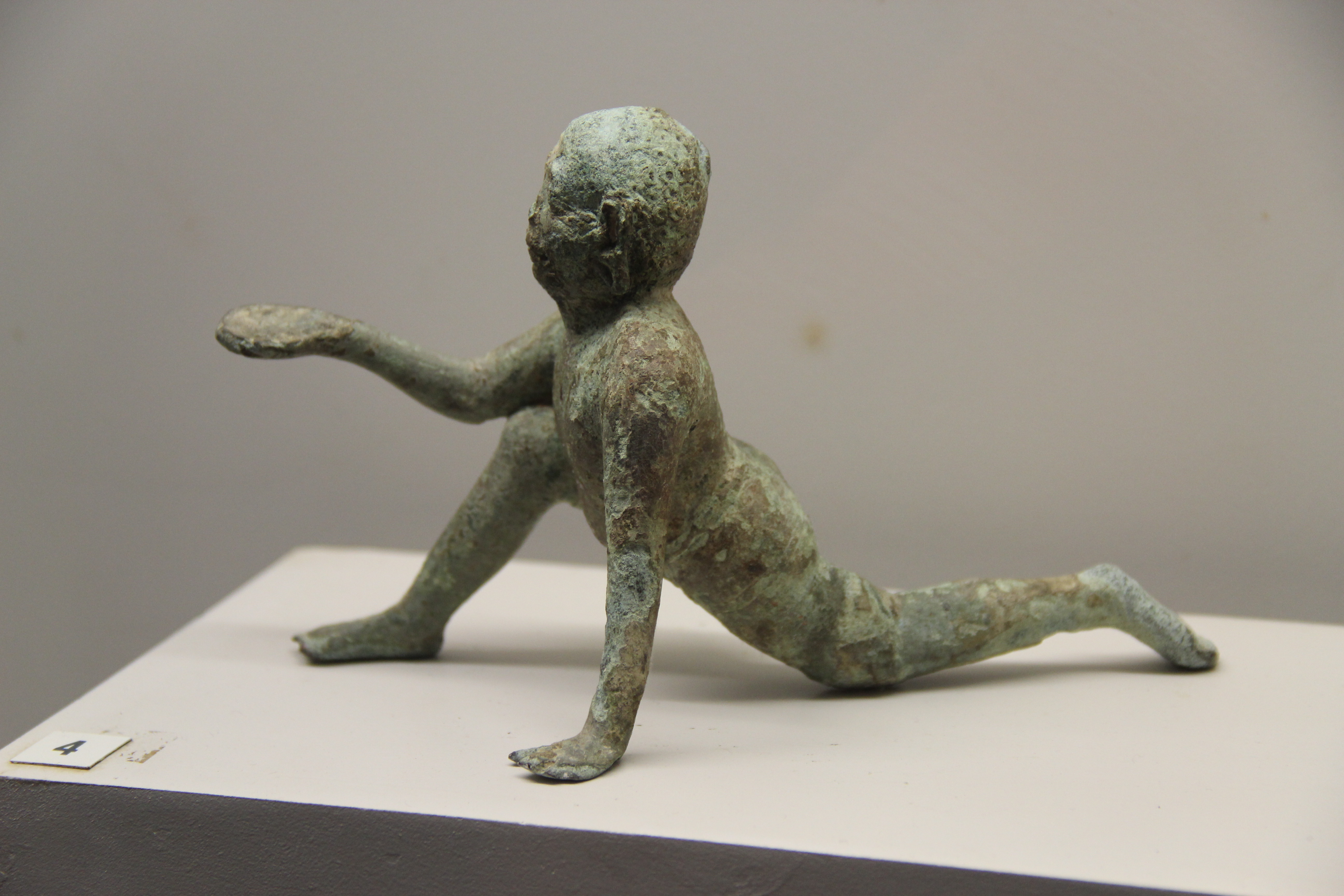
Statue, offrande/attente, bronze
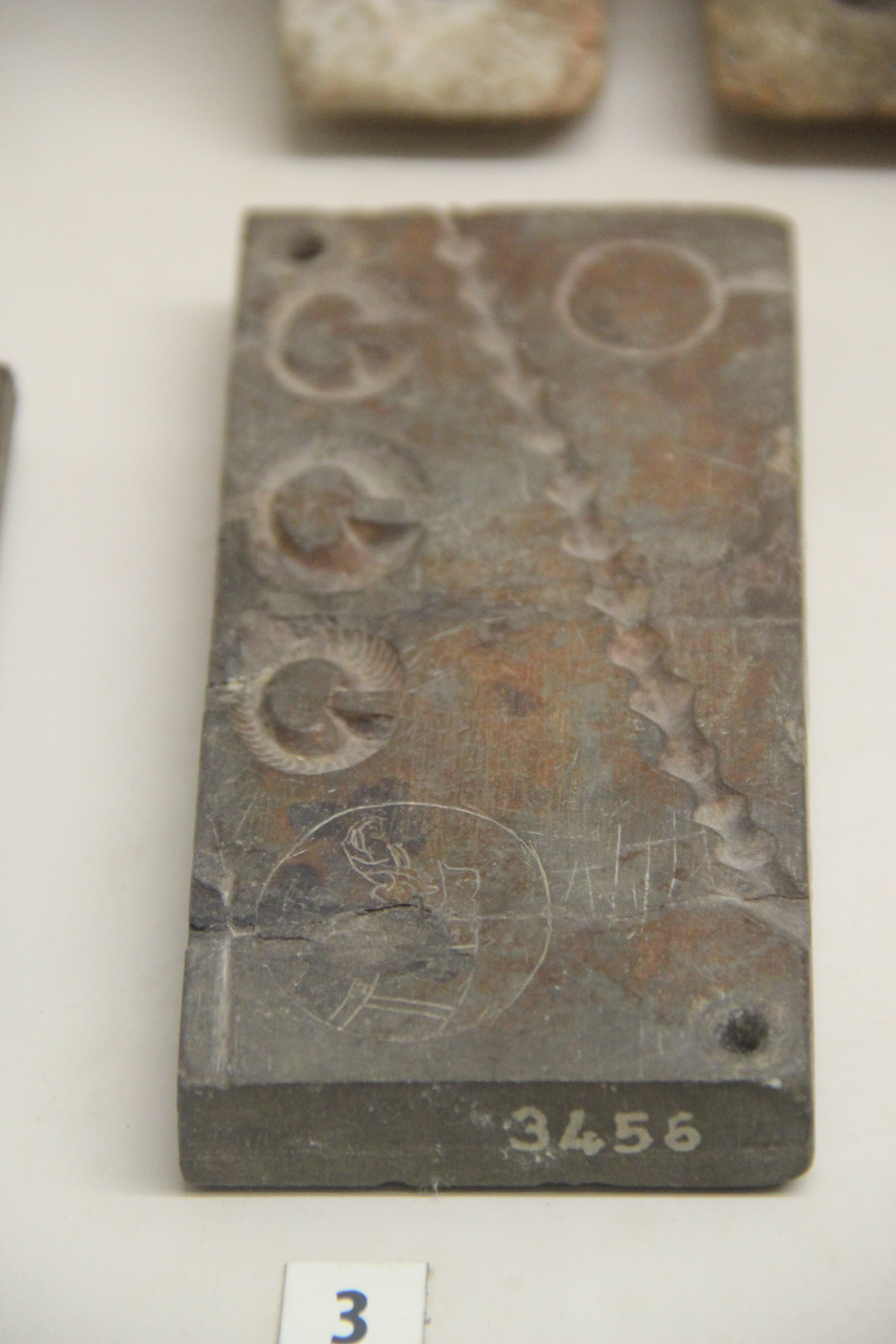
Moule